# Hörgá
Hörgá è un fiume che scorre nella regione del Norðurland eystra, nella parte settentrionale dell'Islanda.

## Descrizione
Il fiume ha la sua origine sull'altopiano Hjaltadalsheiði, situato nella penisola montuosa Tröllaskagi, nella parte settentrionale dell'Islanda. Scorre poi attraverso la Hörgárdalur, la valle che prende il nome dal fiume, e va a sfociare dopo 50 km nel fiordo Eyjafjörður, a nord della città di Akureyri. Il fiume ha normalmente una discreta portata e una forte corrente.
Il suo più grande affluente di destra è l'Öxnadalsá. Come molti altri fiumi islandesi, anche l'Hörgá è famoso per la pesca, in particolare al salmone.

## Hörgárdalur
La valle Hörgárdalur prende il nome dal fiume. È lunga quanto il fiume e si estende in direzione sud-ovest dalla sponda occidentale del fiordo Eyjafjörður. La valle è abbastanza pittoresca e delimitata da pendii montuosi alti e ripidi. Nella parte inferiore si allarga dopo la congiunzione con la valle Öxnadalur.  La strada statale Hringvegur, che contorna l'intera isola, corre nella valle dopo aver superato il passo dell'Öxnadalsheiði poco prima di Akureyri.
La valle è famosa anche per motivi storici e culturali, poiché qui nel Medioevo è sorto un noto monastero, Möðruvellir í Hörgárdal, rmasto attivo fino in tempi recenti.